# 伊普斯威奇 (麻薩諸塞州普查規定居民點)
伊普斯威奇（英語：Ipswich）是位於美國麻薩諸塞州艾塞克斯縣的一個普查規定居民點。

## 人口
根據2020年美國人口普查的數據，伊普斯威奇的面積為4.51平方千米，當中陸地面積為4.25平方千米，而水域面積為0.26平方千米。當地共有人口4370人，而人口密度為每平方千米968.96人。